# Кетуну (Дражна, Прахова)
Кетуну (рум. Cătunu) — село у повіті Прахова в Румунії. Входить до складу комуни Дражна.
Село розташоване на відстані 90 км на північ від Бухареста, 35 км на північ від Плоєшті, 58 км на південний схід від Брашова.

## Населення
За даними перепису населення 2002 року у селі проживали 390 осіб, усі — румуни. Усі жителі села рідною мовою назвали румунську.